# Every Valley
Every Valley è il terzo album in studio del gruppo art rock britannico Public Service Broadcasting, pubblicato nel 2017.

## Tracce
1. Every Valley – 4:42
2. The Pit – 4:24
3. People Will Always Need Coal – 4:46
4. Progress (featuring Tracyanne Campbell) – 3:25
5. Go to the Road – 4:16
6. All Out – 3:22
7. Turn No More (featuring James Dean Bradfield) – 4:35
8. They Gave Me a Lamp (featuring Haiku Salut) – 3:56
9. You + Me (featuring Lisa Jên Brown) – 5:44
10. Mother of the Village – 3:37
11. Take Me Home – 2:11